# サンタフェ駅 (サンディエゴ)
サンタフェ駅（Santa Fe Depot）は、アメリカ合衆国カリフォルニア州のサンディエゴにある鉄道駅。ダウンタウンに立地し、サンディエゴの公共交通結節点として機能している。

## 歴史
1915年3月7日にサンタフェ鉄道によって建設された。同年にサンディエゴで開催されたパナマ・カリフォルニア博覧会（en:Panama–California Exposition）に合わせて開業した。一時期複数の鉄道会社が乗り入れていたため「ユニオン駅」と呼ばれていた。駅舎はスパニッシュ・ミッション様式の優雅な建物で、サンディエゴのランドマークの一つである。

## 運行
- パシフィック・サーフライナー：アムトラックの旅客列車。カリフォルニアの海岸線を北上する。
- コースター：サンディエゴ郡北部のオーシャンサイドとサンディエゴを結ぶ通勤列車。
- サンディエゴ・トロリー：サンディエゴ市が運行するライトレール。

## ギャラリー

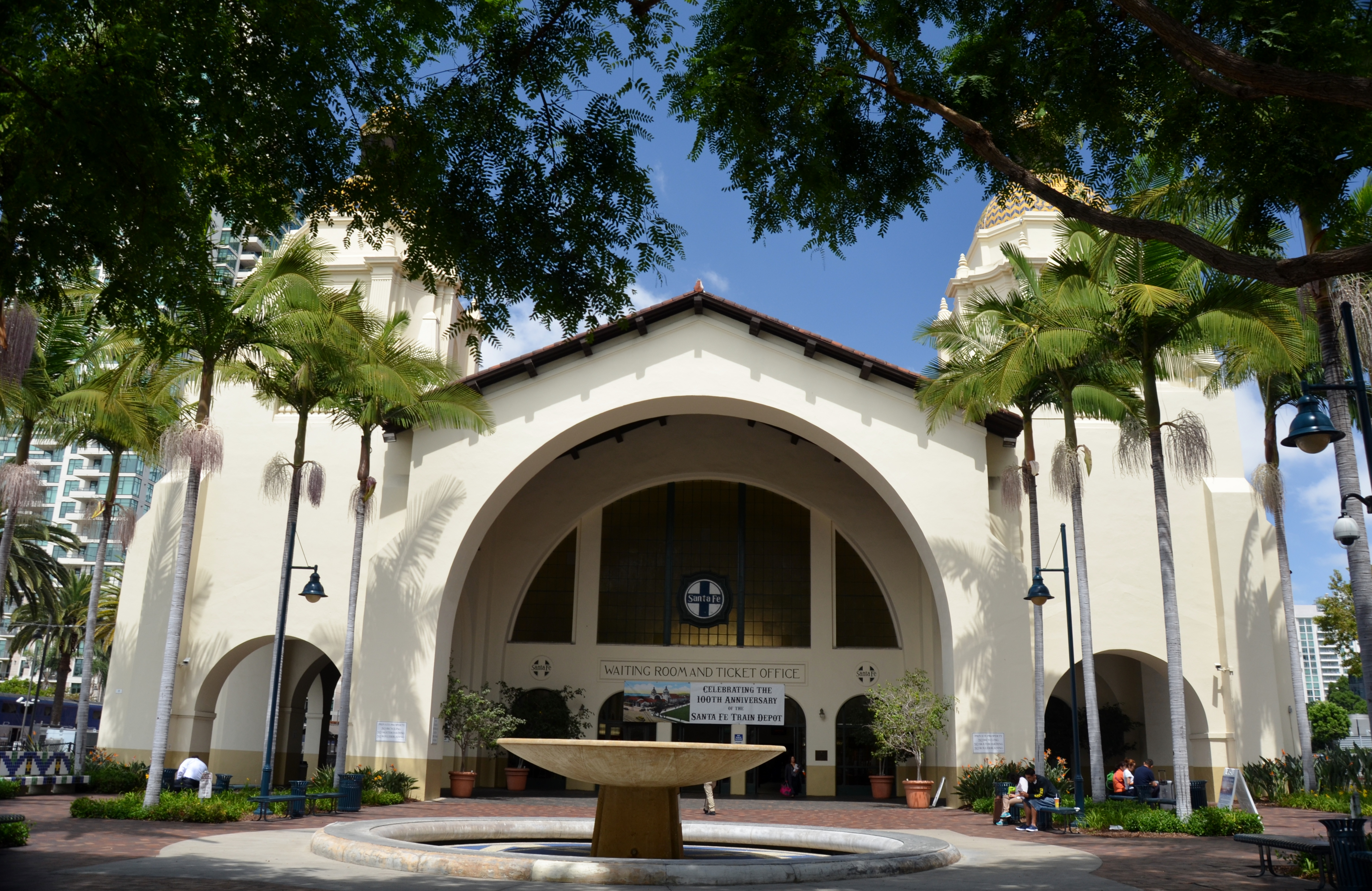
玄関
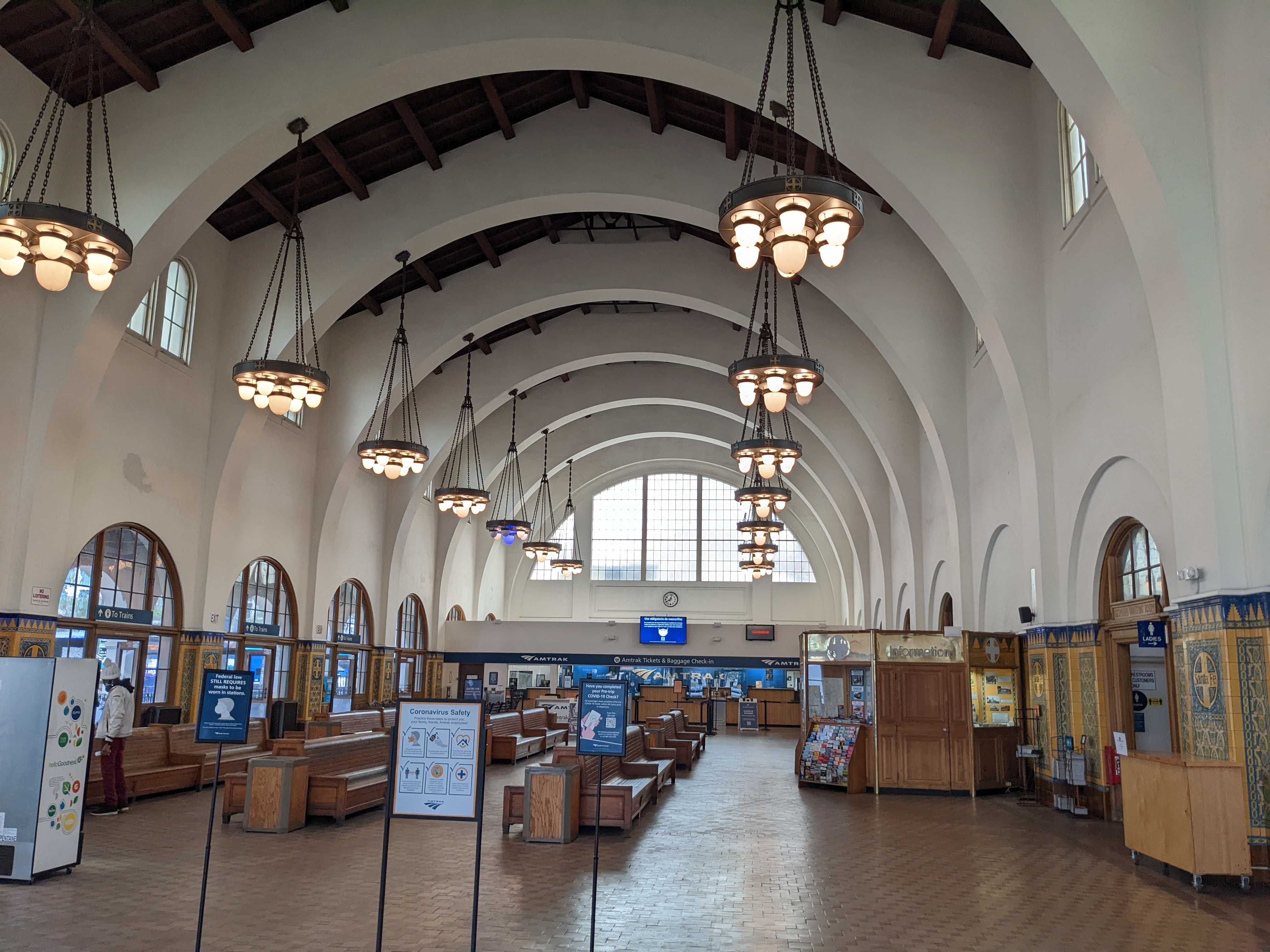
駅舎内部
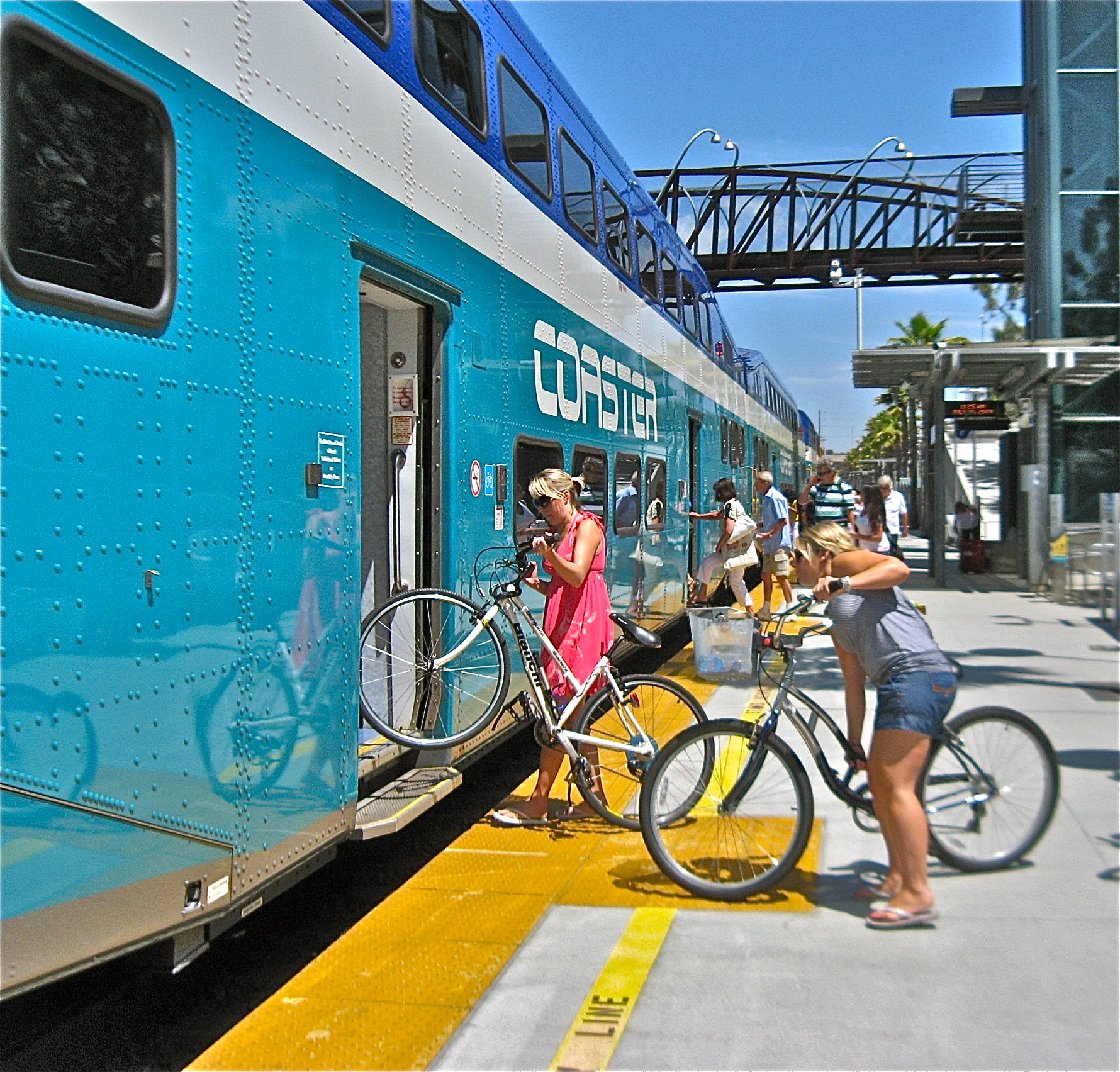
乗り場